# Ledomyia ramicola
Ledomyia ramicola är en tvåvingeart som först beskrevs av Jean-Jacques Kieffer 1919.  Ledomyia ramicola ingår i släktet Ledomyia och familjen gallmyggor.
Artens utbredningsområde är Algeriet. Inga underarter finns listade i Catalogue of Life.